# Bonaventura Cavalieri

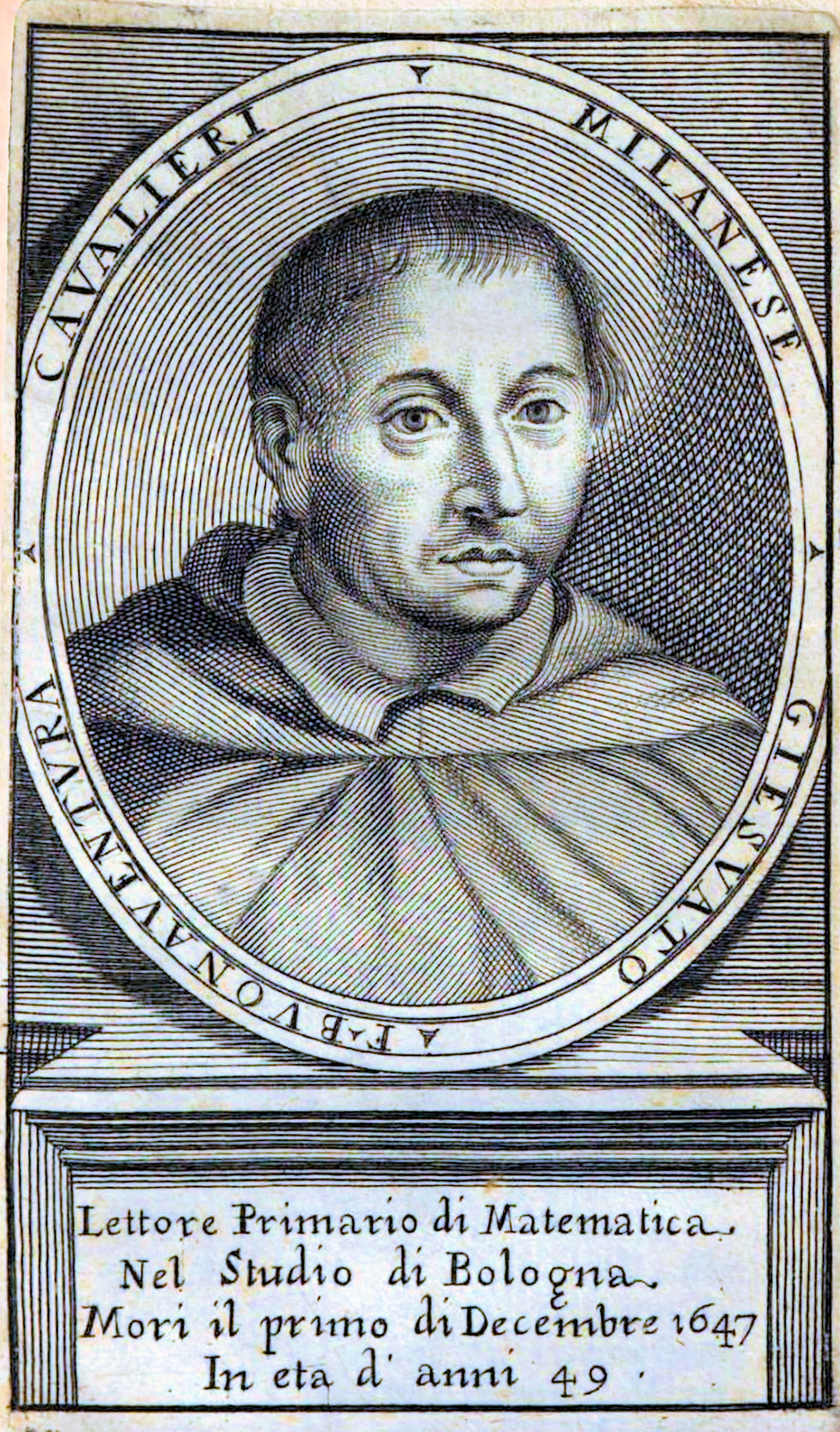
Bonaventura Cavalieri

Francesco Bonaventura Cavalieri (Latijn Cavalerius, 1598 of eerder - Bologna, 1647) was een Italiaans wiskundige, natuurkundige, sterrenkundige en astroloog. Hij werd bekend om zijn nieuwe methoden ter berekening van inhouden en oppervlakken, zoals het principe van Cavalieri. Hij bereidde hiermee de infinitesimaalrekening voor.

## Leven
Hij werd geboren als zoon van een arme edelman. Op jonge leeftijd sloot hij zich in 1615 te Milaan bij Fraters Gesuati van San Girolamo (Frati Gesuati di san Girolamo, niet jezuïeten) aan.
Hij raakte geïnteresseerd in wiskunde door lezing van de werken van Euclides na een ontmoeting met Galileo Galilei, die hem aanmoedigde en langdurig met hem correspondeerde.
Hij studeerde in wiskunde aan de universiteit Pisa bij de wiskundige Benedetto Castelli. Deze leerde hem meetkunde. Cavalieri was zo goed dat hij soms de lessen van Castelli mocht overnemen.
In 1619 solliciteerde Cavalieri naar een positie als wiskundige aan de universiteit, maar hij werd geweigerd vanwege zijn jonge leeftijd.
Van 1621 tot 1623 was hij assistent in de theologie in een klooster in Milaan onder kardinaal Federico Borromeo. In 1623 werd hij priester van de St. Pieterskerk in Lodi. Daar bleef hij drie jaar, waarna hij nog eens drie jaar in Parma verbleef.
Vanaf 1629 was hij hoogleraar in de wiskunde te Bologna, waar hij in 1647 stierf.

## Werken

### Wiskunde

#### Oppervlakte en inhoud
Cavalieri ontwikkelde een methode om de oppervlakte en de inhoud van vlakke figuren en ruimtelichamen te berekenen. Zijn theorie der indivisibiles (ondeelbare stukjes) was gebaseerd op de uitputtingsmethode (exhaustiemethode) van Archimedes en op de theorie van Kepler over infinitesimaal kleine delen. Het laatste was een voorloper op het hedendaagse integreren. Hij bracht zijn theorie uit onder de titel Geometria indivisibilibus continuorum nova quadam ratione promota (Meetkunde afgeleid met een nieuwe methode voor ondeelbare stukken) in 1635. Maar zijn theorie was onvoldoende gestaafd en hij kreeg veel kritiek.
Daarom bracht hij Exercitationes geometricae sex (Zes meetkundige oefeningen) uit, wat een succes werd en als bron voor de 17e-eeuwse wiskundigen diende. Het principe van zijn werk was de opvatting van een vlak als een verzameling van een oneindig aantal ondeelbaar kleine of smalle lijnstukken. Dat wil zeggen dat als een figuur ontstaat door de verschuiving van deze ondeelbare lijnstukken van een andere figuur, deze dezelfde oppervlakte heeft als het oorspronkelijke vlak, aangezien lengte en breedte gelijk blijven. Dat geldt ook voor ruimtelijke figuren met een gelijk grondvlak en hoogte. Hiermee heeft hij onder andere bewezen dat de inhoud van een kegel 1/3 van de inhoud van een cilinder met gelijk grondvlak en hoogte is.

#### Logaritmen
Hij was ook grotendeels de invoerder van logaritmen in Italië als methode om bewerkingen met grote getallen uit te voeren. Zijn boek Directorium Generale Uranometricum was een inleiding tot de logaritmen. Hij publiceerde ook tabellen met logaritmen, grotendeels van functies van driehoeksmeetkunde noodzakelijk voor de astronomie.

### Sterrenkunde
Buiten zijn wiskundige carrière was Bonaventura Cavalieri ook een sterrenkundige. In het begin beschouwde hij zichzelf meer een sterrenkundige dan wiskundige.

### Natuurkunde

#### Hydraulica
Hij bedacht een waterpomp.

#### Optica
Hij vond een formule om de brandpuntsafstand van lenzen te berekenen. Hij beschreef ook een spiegeltelescoop.

## Publicaties
- 1635 - Geometria indivisibilibus continuorum nova quadam ratione promota (Meetkunde afgeleid met een nieuwe methode voor ondeelbare stukken)
- - Directorium Generale Uranometricum (Hemelmeetkunde met logarithmen)
- 1646 - Trattato della ruota planetaria perpetua (Verhandeling over het eeuwige planetaire wiel, astrologie)
- 1647 - Exercitationes geometricae sex (Zes meetkundige oefeningen)

Andere boeken van hem beschrijven kegelsneden, driehoeksmeting, optica en sterrenkunde.

## Vernoemd
- Principe van Cavalieri
- Cavalerius, een Maankrater